# Otto Billeter
Otto Billeter (* 16. November 1851 in Feuerthalen; † 3. Dezember 1927 in Neuchâtel) war ein schweizerischer Chemiker und Professor an der Akademie in Neuenburg.

## Leben
Otto Billeter wurde 1851 in Feuerthalen als vorletztes von acht Kindem des Ehepaares Johann-Gaspard und Marie Billeter-Mezger geboren. Der Vater betrieb eine kleine chemische Fabrik, daher war bereits die Kindheit von Otto Billeter von der Chemie mitbestimmt. Er entschied sich nach dem Besuch des Literargymnasiums in Schaffhausen für ein Chemiestudium von 1868 bis 1872 am Polytechnikum (heute ETH Zürich) in Zürich. Die Promotion erfolgte im Jahre 1875 mit einer Arbeit über Umlagerungsreaktionen von Allylsenföl bei Wilhelm Weith. Er wurde noch im gleichen Jahr als Professor für Chemie an die Akademie Neuenburg berufen, verblieb dort und lieferte fruchtbare Beiträge in der Grundlagenforschung zur organischen Chemie, unter anderem auch in Zusammenarbeit mit Eugen Bamberger.
Er war von 1903 bis 1905 Präsident der Schweizerischen Chemischen Gesellschaft.
Billeter starb im Dezember 1927 an einer Lungenentzündung. Er hinterliess eine Frau und zwei Kinder.

## Publikationen (Auswahl)
- Über organische Sulfocyanverbindungen. Dissertation, Universität Zürich, 1875.
- Ueber die Einwirkung von Thiocarbonylchlorid auf secundäre Amine. In: Berichte der Deutschen Chemischen Gesellschaft. 20,1, 1887, DOI:10.1002/cber.188702001367.
- Ueber pentasubstituirte Dithiobiurete I. In: Berichte der Deutschen Chemischen Gesellschaft. 26, 2, 1893, DOI:10.1002/cber.18930260295.[5]
- Ueber die Einwirkung von cyansaurem Silber auf Säurechloride. In: Berichte der Deutschen Chemischen Gesellschaft. 37.1, 1904, S. 690–696, DOI:10.1002/cber.190403701113.